# معاونت امور اجتماعی و فرهنگی شهرداری تهران
معاونت امور اجتماعی و فرهنگی شهرداری تهران یکی از معاونت‌های هشت‌گانه شهرداری تهران است. 
که به‌طور ویژه و عمده بر موضوع‌های حوزه فرهنگ و امور اجتماعی در کلان‌شهر تهران می‌پردازد و ماموریت‌های شهرداری در دو حوزه فرهنگ و امور اجتماعی را دنبال می‌کند. معاونت امور اجتماعی و فرهنگی شهرداری برای پیش‌برد ماموریت‌ها و فعالیت‌هایش از شش اداره کل سلامت،اداره کل فرهنگی، اداره کل امور بانوان، اداره کل آموزش‌های شهروندی، دفتر مطالعات اجتماعی و فرهنگی، اداره کل برنامه‌ریزی و توسعه شهری تشکیل شده‌است. همچنین سازمان‌های شرکت فضاهای فرهنگی، ستاد گردشگری، سازمان ورزش، سازمان رفاه و خدمات اجتماعی، ستاد مدیریت محله، برج میلاد و ستاد گسترش فعالیت‌های دینی از دیگر نهادهای زیر مجموعه معاونت امور اجتماعی و فرهنگی شهرداری تهران است. از جمله شرح وظایف و ماموریت‌های کلان این نهاد شهری می‌توان به توسعه و توزیع محصولات خدمات فرهنگی و اجتماعی، آموزش و توانمندسازی، توسعه زیرساخت‌های فرهنگی و اجتماعی و شبکه سازی و جلب مشارکت‌های اجتماعی اشاره کرد.
نهادهای و مراکز متعدد خدمات اجتماعی و فرهنگی زیر نظر معاونت امور فرهنگی و اجتماعی شهرداری تهران فعالیت می‌کند از آن جمله می‌توان به برج میلاد، سراهای محله، مراکز کارآفرینی کوثر و همچنین دیگر مراکز توانمندسازی و حمایتی مانند مجموعه بهاران، مراکز پرتو اشاره کرد. همچنین شورایاری نیز از دیگر حوزه‌های مرتبط با فعالیت این نهاد است. اهتمام به فعالیت‌های ورزشی و تفریحی بانوان در قالب پارک بانوان در تهران و بررسی تأثیر اجتماعی طرح‌های مختلف شهرداری مبتنی بر ارزیابی تأثیر اجتماعی و فرهنگی را نیز عهده‌دار است.

## تاریخچه
به‌طور حقوقی و اداری بنای تشکیل معاونت امور اجتماعی و فرهنگی شهرداری تهران هجدهم تیر ۱۳۷۱ تصویب شد. محمد حقانی به حکم شهردار وقت غلامحسین کرباسچی از ۱۳۷۱ تا ۱۳۷۶ به عنوان مؤسس حوزه معاونت فرهنگی ـ اجتماعی و نخستین معاون فرهنگی و اجتماعی شهردار تهران فعالیت کرد.
همچنین نمودار سازمانی حوزه معاونت امور اجتماعی و فرهنگی شهرداری تهران دیماه ۱۳۸۴ در جلسه شورای اداری و استخدامی شهرداری تهران به تصویب رسید.
سال‌های اول انقلاب
پیش از سازماندهی اداری و حقوقی معاونت فرهنگی و اجتماعی شهرداری تهران این نهاد فرهنگی از نخستین سال‌های بعد انقلاب در مجموعه شهرداری تهران موجودیت داشته و ذیل عنوان‌های مختلفی فعالیت می‌کرده‌است. محمد توسلی که در فاصله اسفند ۱۳۵۷ تا دیماه ۱۳۵۹ به عنوان نخستین شهردار تهران پس از انقلاب اسلامی فعالیت کرده‌است. در در فصل پنجم کتاب خاطراتش دربارهٔ معاونت اجتماعی شهرداری در آن دوره توضیح داده و گفته‌است. معاون اجتماعی شهردار تهران، خسرو منصوریان که سابقه مددکاری اجتماعی داشته، بوده‌است. مهمترین اقدامات معاونت اجتماعی شهرداری در آن دوره: تغییر نام معابر، برچیدن گودهای جنوب شهر تهران و اسکان گودنشینان، رسیدگی به بچه‌های بی‌سرپرست و کودکان معلول، برچیدن قلعه شهرنو و ساماندهی زنان و بهسازی ویرانه‌های شهر نو بوده‌است.
سازمان بهشت زهرا، سازمان تربیتی شهرداری، سازمان پارک‌ها و فضای سبز، و روابط عمومی شهرداری هم زیر نظر معاونت اجتماعی بوده‌است. کارمندان شهرداری هفت هزار نفر بوده و در مجموع با کارگران ۴۵ تا ۵۰ هزار نفر بوده‌است.

### مدیران
| نام                                                   | مدت مسئولیت                                                                                                | شهردار             | منابع                              |
| محمدامین توکلی‌زاده                                    | ۲۱ شهریور ۱۴۰۰-تاکنون                                                                                      | علیرضا زاکانی      |                                    |
| محمدرضا جوادی یگانه                                   | ۱۷ دی ۱۳۹۷–۲۱ شهریور ۱۴۰۰                                                                                  | پیروز حناچی        | [ ۸ ] [ ۹ ]                        |
| ولی‌الله شجاع پوریان                                   | ۲۴ بهمن ۱۳۹۶–۱۷ دی ۱۳۹۷                                                                                    | سید محمدعلی افشانی | [ ۱۰ ]                             |
| سید رضا صالحی امیری                                   | ۲۱ آبان ۱۳۹۶–۲۴ بهمن ۱۳۹۶                                                                                  | محمدعلی نجفی       | [ ۱۱ ]                             |
| احمد نوریان سید هادی ایازی میثم امرودی مجتبی عبداللهی | ۱۲ مهر ۱۳۸۴–۲۰ تیر ۱۳۸۸ ۲۰ تیر ۱۳۸۸–۱۰ اردیبهشت ۱۳۹۳ ۱۰ اردیبهشت ۱۳۹۳–۱۴ تیر ۱۳۹۵ ۱۴ تیر ۱۳۹۵–۲۱ آبان ۱۳۹۶ | محمدباقر قالیباف   | [ ۱۲ ] [ ۱۳ ] [ ۱۴ ] [ ۱۵ ] [ ۱۶ ] |
| اسفندیار رحیم مشایی                                   | ۲۷ خرداد ۱۳۸۲–۱۲ مهر ۱۳۸۴                                                                                  | محمود احمدی‌نژاد    | [ ۱۷ ]                             |
| محمدعلی زم                                            | ۱۴ بهمن ۱۳۸۰–۲۷ خرداد ۱۳۸۲                                                                                 | محمدحسن ملک‌مدنی    | [ ۱۸ ]                             |
| مهدی ارگانی                                           | ۵ بهمن ۱۳۷۸–۱۴ بهمن ۱۳۸۰                                                                                   | مرتضی الویری       |                                    |
| محمد حقانی                                            | ۱۸ تیر ۱۳۷۱–۵ بهمن ۱۳۷۸                                                                                    | غلامحسین کرباسچی   |                                    |

## شرح وظایف
به‌طور عمده فعالیت‌های معاونت امور اجتماعی و فرهنگی شهرداری تهران در چهار بخش توسعه و توزیع محصولات خدمات فرهنگی و اجتماعی، توسعه زیرساخت‌های فرهنگی و اجتماعی، شبکه سازی و جلب مشارکت‌های اجتماعی و آموزش و توانمندسازی تقسیم می‌شود. این ماموریت‌ها و وظایف در فرایند اجرای و کم و بیش تابعی از خواست و اراده کارگزاران است. برخی نگاه‌ها از موازی بودن حوزه مأموریت و فعالیت‌های دو نهاد معاونت فرهنگی و اجتماعی شهرداری تهران و سازمان فرهنگی و هنری شهرداری تهران انتقاد کردند.
مبتنی بر حوزه ماموریت‌های این نهاد پژوهش‌ها و گزارش‌های متعددی منتشر شده‌است.
توسعه و توزیع محصولات خدمات فرهنگی و اجتماعی
- توسعه خدمات سلامت اجتماعی
- توسعه خدمات پیشگیری از آسیب‌های اجتماعی
- توسعه و توزیع محصولات و خدمات آموزشی شهروندی
- توسعه خدمات اجتماعی و فرهنگی ویژه بانوان
- توسعه خدمات ورزشی و فراغتی
- توسعه خدمات و برنامه‌های اجتماعی، فرهنگی و مذهبی

آموزش و توانمندسازی
- آموزش و توانمندسازی شهروندان در زمینهٔ امور شهروندی، سلامت، ورزش
- توانمندسازی بانوان و بانوان سرپرست خانوار
- توانمندسازی آسیب دیدگان اجتماعی و قشرها در معرض آسیب
- توانمندسازی کارآفرینان

توسعه زیرساخت‌های فرهنگی و اجتماعی
- توسعه مراکز اجتماعی و فرهنگی در سطح مناطق و محلات
- توسعه فضاها و مراکز کالبدی اجتماعی و فرهنگی در سطح مناطق و محلات
- توسعه و تجهیز مراکز دینی در سطح تهران
- توسعه و تجهیز مدارس و مراکز آموزشی ویژه شهروندی
- توسعه تعاونی‌ها

شبکه سازی و جلب مشارکت‌های اجتماعی
- حمایت از توسعه و سازماندهی سمن‌ها جهت مشارکت در امور اجتماعی و فرهنگی
- جلب مشارکت‌های اجتماعی جهت حمایت از نیازمندان
- گسترش کانون‌های اجتماعی و فرهنگی در سطح محلات
- حمایت و گسترش شبکه کارآفرینان

## اداره‌های زیر مجموعه
معاونت امور اجتماعی و فرهنگی شهرداری تهران دربرگیرنده اداره‌های زیر است؛ 
1. اداره کل سلامت
2. اداره کل فرهنگی
3. اداره کل امور بانوان
4. اداره کل آموزش‌های شهروندی
5. دفتر مطالعات اجتماعی و فرهنگی
6. اداره کل برنامه‌ریزی و توسعه شهری

### اداره کل سلامت
تاریخچه
نخستین پویش‌های سازمان شهرداری در زمینه سلامت شهروندان در سال‌های بعد انقلاب ۱۳۵۷ به نیمه اول دهه هفتاد بازمی‌گردد. براساس گزارش قید شده در وب‌سایت سازمانی این نهاد شهری نخستین پروژه سلامت شهروندی به عنوان «شهر سالم» در محله ۱۳ آبان شهر ری در فاصله سال‌های ۱۳۷۲ تا۱۳۷۶ اجرا شده‌است. همچنین در روایت دیگر از شکل‌گیری نهاد سلامت در ساختار سازمانی شهرداری تهران همشهری آن‌لاین توضیح داده‌است که شهرداری تهران سال ۱۳۷۰ همایش بزرگ «شهر سالم» در دانشگاه تهران سلامت شهروندان در ساختار سازمان شهرداری تهران به‌طور جدی مطرح شد و نخستین ایده «شهر سالم ایران» به صورت آزمایشی در شهرستان ری، از ۱۸ اسفند سال ۱۳۷۰ شروع به کار کرد. دو هدف عمده در اجرای طرح «شهر سالم» پی گرفته شد؛ نخست هم-آهنگی و همکاری بین‌بخشی و دیگری هم جلب مشارکت‌های مردمی. از این دو هدف و اصل به عنوان زیر بنای تحقق پروژه شهر سالم و تضمین کننده سلامت پایدار در جامعه‌ای یاد شد.
تاسیس اداره کل سلامت
پس از یک دهه اجرای آزمایش طرح شهر سالم در نهایت سال ۱۳۸۳ برای اولین بار سند برنامه‌ریزی راهبردی ۵ ساله سلامت شهر تهران با همکاری جمعی از استادان دانشگاه تدوین شد. این سند سال ۱۳۸۵ به عنوان اساس برنامه‌ریزی سلامت در شهرداری تهران مدنظر قرار گرفت. در سند راهبردی چالش‌های اساسی سلامت شهر تهران، بیانیه مأموریت سلامت شهرداری، چشم‌انداز سلامت شهرداری، اهداف کلان، سیاست‌ها و استراتژی‌های آن به تفکیک تهیه و بر اساس آن برنامه‌های عملیاتی جهت رسیدن به شهری سالم تدوین شد. در روایت وب‌سایت سازمانی اداره کل سلامت تشکیل این نهاد اذعان شده‌است که با شروع فعالیت مدیریت جدید شهری در نیمه دوم سال ۱۳۸۴ برنامه راهبردی ۵ ساله شهرداری تهران در حوزه سلامت شهری تدوین شد؛ برای اجرای برنامه‌ها و ماموریت‌ها «اداره کل سلامت» در معاونت امور اجتماعی و فرهنگی شهرداری تهران تشکیل شد.
وظایف
حوزه مأموریت اداره کل سلامت به‌طور عموم تحقق بهداشت و پیشگیری از بیماری در میان شهروندان است. همچنین بر در شرح ماموریت‌های این نهاد در سایت سازمانی آمده‌است؛ سند راهبردی سلامت شهر تهران با هدف دستیابی به عالی‌ترین سطح ممکن سلامت در سطح کلیه گروه‌های اجتماعی ساکن در شهر از طریق تعاملات بین بخشی همه‌جانبه سازمان‌های دولتی و غیردولتی و بر اساس مداخل‌های شش‌گانه در سه سطح شهر، شهروند و مدیریت شهری، متناسب با تمامی ابعاد سلامت (اجتماعی – روانی – معنوی و جسمانی) به این شرح برنامه‌ریزی شده‌است. برنامه اول) ترویج شیوه زندگی سالم در شهر، برنامه دوم) توسعه امکانات محیطی و کالبدی سلامت محور (مستقیم و غیرمستقیم)، برنامه سوم) جلب حمایت و رهبری کاهش تأثیرات مضر عوامل کلان بر سلامت شهروندان، برنامه چهارم) ارتقای سلامت محوری سیاست‌ها، برنامه‌ها و پروژه‌های شهری، برنامه پنجم) پایداری و نهادینه سازی اقدامات سلامت محور شهرداری از جمله مشارکت مردم، برنامه ششم) مدیریت اطلاعات، تحقیقات و ارزشیابی سلامت شهری
- تلاش در جهت توانمندسازی شهروندان در تأمین و حفظ سلامت خود و جامعه شهری
- برنامه‌ریزی در جهت تأمین دسترسی عادلانه مردم به خدمات بهداشتی و سلامت اجتماعی
- تلاش در جهت توسعه رویکرد مبتنی بر سلامت در مدیریت شهری * ارائه خدمات مشاوره ای در زمینه‌های مختلف مرتبط (ژنتیک، روانی و …)
- توسعه آموزش‌های همگانی در زمینه بهداشت و سلامت اجتماعی (سالم زیستی) با همکاری اداره کل آموزش و مشارکت‌های شهروندی
- برنامه‌ریزی و تلاش در جهت پیشگیری، درمان و بازتوانی آسیب‌های اجتماعی تهدید کننده سلامت
- حفظ، تأمین و ارتقاء سطح بهداشت سلامت کارکنان شهرداری
- توسعه تأسیسات رفاهی و خدماتی از قبیل کلینیک‌های تخصصی، مهدهای کودک، باشگاه و …
- تهیه و تدوین سیاست‌های اجرایی در زمینه‌های مختلف بهداشت روان اعم از افزایش هنجارها، سلامت محیط، کاهش آلودگی‌های صوتی و…

خانه سلامت
خانه سلامت نهاد هم‌آهنگ‌کننده در حوزه سلامت شهری در محله‌های تهران و کلان‌شهرهای ایران است. خانه سلامت در محله‌های مختلف شهری قرار دارد و به عنوان ستاد هم‌آهنگ کننده و اجرایی پروژه محله سالم با جلب مشارکت همگانی شهروندان به بهبود و ارتقاء سلامت عمومی و افزایش میزان سلامت و پیشگیری از بیماری کمک می‌کند. این نهاد یکی از چندین نهاد و مجموعه فعال در سلامت شهری وابسته به شهرداری تهران و دیگر کلان‌شهری ایران است. از جمله وظایف خانه سلامت می‌توان به ایجاد امکانات و تسهیلات لازم برای دسترسی شهروندان به خدمات سلامتی، حمایت از تشکل‌های مردمی حوزه سلامت، برگزاری دوره‌های آموزشی، مشاوره‌ای جهت ارتقاء آگاهی‌های سلامتی و… اشاره کرد.
بر اساس این ساختار تمام مناطق ۲۲ گانه شهرداری تهران دارای اداره سلامت منطقه شده و در هر مرحله می‌بایستی مکانی را به نام خانه سلامت محله راه‌اندازی شد. خانه‌های سلامت ستاد اجرایی اداره کل سلامت در محله‌های شهر تهران انجام وظیفه می‌کند.

### اداره کل فرهنگی
تاریخچه
نخستین روایت‌ها و گزارش‌ها از رویکردهای فرهنگی در سازمان مدیریت شهری تهران به اوائل دهه پنجاه بر می‌گردد. از تطور ماموریت‌های فرهنگی از دهه پنجاه تا اوائل دهه هفتاد خورشیدی فعلاً اطلاع دقیقی در دست نیست؛ اما بر اساس گزارش‌هایی با ایجاد معاونت امور اجتماعی و فرهنگی در سال ۱۳۷۱ تدریجاً از سال ۱۳۷۳ در شهرداری تهران بیش از ادوار قبل به موضوع‌هایی مانند فرهنگ شهروندی، آموزش‌های شهروندی و برنامه‌های ترویجی پرداخته‌است. در همین ایام اداره کل هماهنگی امور اجتماعی و فرهنگی مناطق ذیل معاونت امور اجتماعی و فرهنگی شهرداری تهران ایجاد شد. بر اساس گزارش همشهری آن‌لاین اداره کل یاد شده همراه با سازمان فرهنگی و هنری و اداره کل توسعه امور اجتماعی و فرهنگی، کلیه فعالیت‌های اجتماعی و فرهنگی مناطق، سازمان‌ها و شرکت‌های تابعه شهرداری را به صورت ستادی مدیریت می‌کنند.
تاسیس
گستردگی و تنوع فعالیت‌های اجتماعی و فرهنگی، خصوصاً مقوله‌های فرهنگی، سبب تفکیک موضوع‌های فرهنگ، سلامت، آسیب‌های اجتماعی، مشارکت‌های اجتماعی شد و با اعمال این تفکیک در نهایت سال ۱۳۸۴ اداره کل فرهنگی تشکیل شد.از سال ۱۳۸۶ به این سو سرفصل‌های اصلی اوقات فراغت، مراسم و مناسبت، امور مساجد، امور مدارس، کمک‌ها و مساعدت‌های فرهنگی رئوس فعالیت‌های این اداره کل را تشکیل می‌دادند. در نهایت پس از بسط و گسترش فعالیت‌های این اداره کل وظایف آن روشن‌تر شد.
وظایف
طیف متنوعی از فعالیت‌های فرهنگی در شمول وظایف و ماموریت‌های اداره کل فرهنگی معاونت امور اجتماعی و فرهنگی شهرداری تهران است.
- ترویج فرهنگ قرآن و معارف اسلامی
- ترویج فرهنگ ایثار و شهادت
- غنی‌سازی اوقات فراغت شهروندان
- نکوداشت و پاسداشت مناسبت‌های دینی، ملی و انقلابی
- اجرای برنامه‌های مذهبی، فرهنگی و هنری
- ترویج سبک زندگی ایرانی اسلامی
- ارتقاء همبستگی، نشاط و امید اجتماعی شهروندان
- فراهم کردن زمینه شکوفایی استعدادها و خلاقیت‌های آحاد شهروندان در زمینه فرهنگی و هنری
- فراهم کردن زمینه دسترسی عادلانه آحاد شهروندان به محصولات و کالاهای فرهنگی
- ترویج فرهنگ کتاب و کتاب خوانی
- ترویج فرهنگ و ادب فارسی
- نکوداشت شخصیت‌ها و مفاخر مذهبی، ملی و شهری
- اجرای جشنواره‌های آیینی، فرهنگی و هنری و تجسمی
- کمک به فعالان و موسسات فرهنگی و هنری شهر
- تعیین راهبردها و سیاست‌ها برای تولید و عرضه خدمات فرهنگی به شهروندان
- طراحی و ابلاغ دستورالعمل‌های اجرایی برنامه‌های فرهنگی در مناطق ۲۲ گانه
- ارزیابی و نظارت بر حسن اجرای سیاست‌ها و برنامه‌های فرهنگی در مناطق ۲۲ گانه
- تسهیم بودجه سالیانه در ردیف‌های مصوب به مناطق ۲۲ گانه
- طراحی و تدوین لوایح و برنامه و بودجه سالیانه برای ارائه و تصویب توسط شورای اسلامی شهر تهران
- اقدامات فرهنگی برای ارتقای سطح معرفت دینی شهروندان
- تقویت و توسعه ارتباطات فرهنگی در سطح محلات، مناطق، کلان‌شهرها و جامعه جهانی
- حمایت، پشتیبانی و تعمیق شبکه‌های فرهنگی و مجامع مردم نهاد

### اداره کل امور بانوان
اداره کل بانوان برای تحقق حداکثری برابری جنسیتی به عنوان یکی از زیر مجموعه‌های معاونت امور اجتماعی و فرهنگی شهرداری تهران آبان سال ۱۳۸۴ ایجاد شد. ایجاد اداره کل بانوان مستند به اسناد بالاد ستی از جمله برنامه‌های پنج ساله شهرداری تهران است. شکل‌گیری و تشریح اهداف و ماموریت‌های اداره کل بانوان مستند به فصل سوم از احکام برنامه پنج ساله توسعه شهر تهران است.
این نهاد به توانمندسازی بانوان و همچنین توجه به موضوع‌های ورزشی و تفریحی بانوان توجه ویژه دارد از آن جمله می‌توان به فعالیت‌های آن‌ها در زمینه بوستان‌های اختصاصی زن‌ها و همچنین مراکز کارآفرینی کوثر اشاره کرد.
مراکز کارآفرینی کوثر
این مراکز سال ۱۳۸۶ فعالیتش را در تهران آغاز کرد. در این مراکز علاوه بر آموزش مهارت‌های کاربردی که زمینه اشتغال بانوان را فراهم می‌آورد، بازارچه‌های خودش اشتغالی هم فراهم آمده‌است تا زن‌ها بتوانند تولیدات‌شان را مستقلاً بدون نیاز به واسطه به فروش برسانند.
مستند به گزارش‌های منتشر شده در اواخر دهه هشتاد خورشیدی بالغ بر سیصد هزار زن در تهران مسئولیت تأمین معاش و سرپرستی اقتصادی خانواده را به عهده داشتند. به این دلیل توجه به افزایش توانمندی زن‌های سرپرست خانوار و مهارت‌آموزی آن‌ها مورد توجه مدیران شهری وقت قرار گرفت. تا تیرماه سال ۱۳۹۱ قریب ۹۰ مرکز کارآفرینی کوثر در مناطق بیست و دوگانه شهرداری تهران ایجاده شده‌است. از مراکز کارآفرینی کوثر در کنار دیگر فعالیت‌های اجتماعی شهرداری تهران به عنوان مولفه‌هایی یاد می‌شود که شهرداری از یک نهاد خدماتی به یک نهاد اجتماعی و دغدغه‌مند در زمینه سبک زندگی شهروندان بدل شده‌است. همچنین ارائه وام بانکی و نیز تأسیس صندوق وام قرض‌الحسنه از دیگر خدماتی است که در مراکز کارآفرینی کوثر به زنان داده می‌شود.
پارک بانوان
پارک بانوان در تهران مجموعه فضاهای تفریحی و ورزشی مخصوص خانم‌هاست و ایده اولیه آن از سوی دفتر امور زنان ریاست جمهوری مطرح شد. همچنین نخستین واکنش به چنین ایده‌ای نیز همان اوائل دهه هشتاد مطرح شد. در عین حال گزارش‌هایی از ایجاد بوستان ویژه ورزش بانوان در اوائل دهه هفتاد خورشیدی خبر می‌دهد.
از نیمه دهه هشتاد خورشیدی
تا اواخر دهه نود خورشیدی شش پارک مخصوص خانم‌ها در تهران تأسیس شده‌است. نخستین بوستان برای زن‌ها سال ۱۳۸۷ افتتاح شد.تا پایان سال ۱۳۹۹ شش بوستان اختصاصی زن‌ها به نام‌های بهشت مادران، پردیس بانوان، بوستان نرگس، مجموعه شهربانو (در پارک ولایت)، بوستان ریحانه (در پارک چیتگر) فعالیت دارند اجرای این طرح با موافقتو مخالفت‌های متعددی همراه بوده‌است. در مدت پنج سال چهار پارک بانوان در مساحتی بیش از ۷۷۰ هزار متر مربع در تهران ساخته شده‌است. طرح تأسیس بوستان بهشت مادران به عنوان نخستین پارک ویژه زن‌ها مرداد ۱۳۸۲ در شورای شهر تهران به تصویب رسید.
وظایف
در توضیح شرح وظایف این اداره کل آمده‌است.
- تحکیم و اعتلاء بنیان خانواده
- گسترش زمینه‌های مشارکت اجتماعی زنان شهر تهران
- بهبود و ارتقای کیفیت زندگی زنان در شهر تهران
- گسترش زمینه‌های مشارکت اجتماعی بانوان در مدیریت شهری
- توسعه زیرساخت‌های فرهنگی، هنری، ورزشی زنان در راستای ارتقای عدالت جنسیتی
- ارتقای توانمندسازی فردی، اجتماعی و اقتصادی زنان

### اداره کل آموزش‌های شهروندی
تاریخچه
اداره کل آموزش و مشارکت‌های اجتماعی در اوایل سال ۱۳۸۵ راه اندازی شد. این اداره در راستای اهداف خود، برنامه‌های آموزشی-ترویجی خود را با تأکید بر برنامه‌های مناسبتی آغاز کرد. پس از آن در پایان نیمه اول ۱۳۹۷، بدون تغییر در چارت سازمانی، نام این اداره کل به آموزش‌های شهروندی تغییر یافت.
وظایف
عمده وظایف و ماموریت‌های اداره کل آموزش‌های شهروندی تبیین و آموزش و ترویج مفاهیم شهروندی و زیست در فضای شهری است. از جمله وظایف این نهاد می‌توان به موارد زیر اشاره کرد.
- ارتقاء آگاهی شهروندان با اهداف، وظایف و مأموریت‌های شهرداری تهران
- آموزش شهروندان با هدف تغییر نگرش و گرایش به رفتار بهینه شهروندی مبتنی بر سبک زندگی «ایرانی - اسلامی»
- زمینه‌سازی در خصوص تحقق چشم‌انداز طرح «تهران، شهر دوستدار کودک»
- زمینه‌سازی در خصوص تحقق چشم‌انداز «تهران، شهر یادگیرنده و دانش بنیان»
- مشارکت در اجرای طرح حمایت از مدارس شهر تهران
- مشارکت در اجرای برنامه‌های استقبال از مهر
- حمایت از برنامه‌های سواد آموزی شهر تهران
- توسعه و توانمندسازی ساختارهای آموزش‌های شهروندی
- برنامه‌ریزی در خصوص دستیابی به تهران، شهر یادگیرنده و دانش‌بنیان
- برنامه‌ریزی در خصوص دستیابی به تهران، شهر دوستدار کودک
- تولید مبانی نظری آموزش شهروندی با تأکید بر بهره‌گیری از ادبیات وفرهنگ اسلامی - ایرانی
- برنامه‌ریزی در خصوص ارتقاء آگاهی‌ها، خواسته‌ها و توانمندی‌های شهروندان در راستای زندگی سالم و حیات اجتماعی مطلوب با تأثیر در ابعاد بینش و منش و رفتار جامعه
- برنامه‌ریزی در خصوص ارایه خدمات آموزشی به شهروندان از طریق آموزش‌های غیرحضوری، حضوری و مجازی
- ایجاد توسعه و بهره‌وری لازم از طریق برنامه‌ریزی آموزشی، تدوین محتوا و متون و طراحی و تولید محصولات مرتبط
- برنامه‌ریزی در خصوص ارایه آموزش‌های شهروندی در موضوعات روابط و مناسبات اجتماعی، حقوقی و تکالیف شهروندی، مهارت‌های زندگی، نظم و انضباط اجتماعی، بهداشت و محیط زیست و…
- برنامه‌ریزی در خصوص طراحی برنامه‌ها و فعالیت‌های متمرکز و غیر متمرکز بر پایهٔ نیازها، اولویت‌ها و مقتضیات فرهنگی و اجتماعی شهر تهران و بهره‌مندی از آخرین تجارب جهانی و دستاوردهای بشری
- طراحی و استقرار نظام نظارت و ارزیابی جامع آموزش شهروندی
- نظارت و ارزشیابی مستمر آموزش‌ها با توجه به ضرورت اثربخشی و کارایی آنها
- بهره‌گیری از ظرفیت‌ها و فرصت‌های فرهنگی و اجتماعی و آموزشی موجود در طراحی و تدوین و اجرای برنامه‌ها
- استفاده از ظرفیت مراکز علمی، آموزشی و پژوهشی در تدوین و اجرای برنامه‌ها

عمده فعالیت‌های
از جمله فعالیت‌های متعدد این اداره کل می‌توان به اجرای طرح محله دوستدار کودک، کمپین موتورسوار خوب و پویش ارتقای فرهنگ آپارتمان نشینی اشاره کرد. کلان‌شهر تهران سال سال ۱۳۸۸ به شهرهای دوستدار کودک پیوست.
اهداف عمده طرح شهر دوستدار کودک برای ایجاد بسترهای لازم برای بروز استعدادها و خلاقیت‌های کودکان و نوجوانان، توسعه، نظارت، استانداردسازی فضاهای فعالیتی کودکان در شهر، تأمین امنیت و ایمنی جهت حضور فعال و بانشاط تمامی کودکان و نوجوانان در شهر، افزایش فرصت‌های شادی و ملاقات کودکان با یکدیگر در شهر و محلات شهری و کمک به ارتقاء سلامت جسمی و روانی کودکان می‌باشد.

### دفتر مطالعات اجتماعی و فرهنگی
دفتر مطالعات اجتماعی و فرهنگی از دو اداره مطالعات اجتماعی و اداره مطالعات فرهنگی تشکیل شده‌است. یکی از مهمترین ماموریت‌های این دفتر مطالعاتی ارزیابی تأثیر اجتماعی و فرهنگی پروژه‌ها و سیاست‌های شهری است. همچنین این نهاد مسئولیت شناخت علمی مسائل و نیازهای اجتماعی و فرهنگی شهروندان تهرانی، بررسی آثار و پیامدهای اجتماعی و فرهنگی طرح‌ها و پروژه‌های شهری، مطالعات افکارسنجی، بررسی آگاهی و نگرش شهروندان تهرانی در خصوص عملکرد شهرداری و ترسیم سیمای اجتماعی و فرهنگی شهر تهران را بر عهده دارد.
در شرح وظایف این دفتر می‌توان به موارد زیر اشاره کرد:
- مطالعه و پژوهش‌های اجتماعی و فرهنگی سطح شهر تهران
- شناخت پدیده‌ها، مسائل و نیازهای اجتماعی و فرهنگی تهران
- تبیین و تعمیق بنیان‌های رویکرد اجتماعی در فعالیت‌های مدیریت شهری
- تعیین خط مشی فعالیت‌ها و برنامه‌های اجتماعی و فرهنگی
- انجام پژوهش در حوزه اجتماعی و فرهنگی شهر
- انجام نظرسنجی‌های منطقه‌ای متمرکز
- خرید کاربست یافته‌های دانشجویی
- ترجمه و تألیف کتاب
- برگزاری نشست‌های علمی و تخصصی آموزشی
- پایش دوره‌ای شاخص‌های زندگی شهری
- برگزاری هم‌اندیشی محله‌ای، برگزاری پژوهش‌های محله‌ای
- تهیه پیوست ارزیابی طرح‌های اجتماعی و فرهنگی پروژه‌های شهری (اتاف) و…
- ایجاد بانک اطلاعات اجتماعی فرهنگی و تهیه پایگاه داده‌های اجتماعی
- مطالعه و بررسی اوضاع اجتماعی، اقتصادی، فرهنگی و جمعیتی شهر تهران با توجه به اهداف و برنامه‌های اجتماعی و فرهنگی شهرداری تهران
- مطالعه، نیازسنجی و ارائه راهکارهای مناسب در زمینه رفع کاستی‌ها و معضلات پیچیده اجتماعی و مسائل فرهنگی بر اساس حدود اختیارات و مأموریت‌های شهرداری تهران
- برقراری ارتباط با مراکز علمی و تحقیقاتی کشور و همکاری با موسسات و مجامع بین‌المللی فعال در امور اجتماعی و فرهنگی در جهت ارتقاء کمی و کیفی فعالیت‌ها

ارزیابی تأثیر اجتماعی و فرهنگی (اتاف)
مفهوم ارزیابی تأثیر اجتماعی (Social Impact Assessment) از حدود دهه ۱۹۵۰ در ادبیات نظری و الگوهای مدیریتی در برخی از کشورهای پیشرفته شکل گرفت و هم‌اکنون یکی از مهمترین و کاربردی‌ترین دانش‌ها در بیشتر جوامع توسعه یافته یا در حال توسعه است. این مفهوم، به بررسی و شناسایی تأثیرات و پیامدهای نهان (مثبت و منفی) اجتماعی و فرهنگی و ارایه راهبرد و راهکار برای هرگونه مداخله در زندگی شهروندان، اعم از سیاست‌ها، برنامه‌ها، طرح‌ها و پروژه‌ها در مقیاس فراملی، ملی، منطقه ای، شهری و محلی می‌پردازد. در ایران هم سال ۱۳۸۹ در تبیین سیاست‌های کلی برنامه پنج ساله پنجم توسعه جمهوری اسلامی ایران به تهیه پیوست فرهنگی برای طرح‌های مهم و جدید تأکید شده‌است.
در برنامه پنج ساله ششم توسعه بر لزوم تدوین پیوست اجتماعی در طراحی برنامه‌های کلان توسعه‌ای، ملی و بومی تأکید شده‌است. از سال ۱۳۸۶ به دنبال مصوبه شورای اسلامی شهر تهران که انجام مطالعات ارزیابی اجتماعی، اقتصادی و زیست‌محیطی را برای کلیه پروژه‌های عمرانی الزامی کرد، شهرداری تهران اجرای مطالعات ارزیابی تأثیرات اجتماعی را به دفتر مطالعات اجتماعی و فرهنگی محول کرد.در ابتدا این مطالعات با عنوان ارزیابی تأثیر اجتماعی (اتا) انجام می‌شد اما از سال ۱۳۹۱ با اضافه شدن واژه فرهنگی به مطالعات ارزیابی تأثیر اجتماعی و فرهنگی (اتاف) تغییر نام یافت.
این مطالعات در شهرداری تهران آغاز شد اما اکنون بسیاری شهرهای دیگر برای پروژه‌های عمرانی خود مطالعات ارزیابی انجام می‌دهند.
پیشینه و ادبیات ارزیابی تأثیر اجتماعی
مطالعات ارزیابی تأثیر اجتماعی شورای اسلامی شهر تهران در مردادماه سال ۱۳۸۶ مصوبه ای را به تصویب رساند که بنا بر آن شهرداری تهران مکن شد برای همه پروژه‌های شهری پیوست اجتماعی و فرهنگی تدوین کند. بر اساس گزارش محمد فاضلی در کتاب مدیریت شهری و توسعه دانش شهری شهرداری تهران از طریق سازمان‌هایی نظیر سازمان فرهنگی و هنری شهرداری، سابقه انجام فعالیت‌های فرهنگی و اجتماعی داشته، و مطالعات اجتماعی متداول در علوم اجتماعی نیز در شهرداری تهران انجام می‌شده‌است؛ اما این اولین بار بود که شهرداری به انجام مطالعات برای تدوین پیوست فرهنگی و اجتماعی پروژه‌های شهری مکلف می‌شد.

### اداره کل برنامه‌ریزی و توسعه شهری
اداره کل برنامه‌ریزی و توسعه شهری، وظایف متعددی را در حوزه برنامه‌ریزی شهری به عهده دارد. از جمله می‌توان به تدوین، تنظیم و نظارت بر برنامه‌ها و بودجه، مدیریت و تخصیص منابع و اعتبارات مورد نیاز واحدهای ستادی اشاره کرد. همچنین ارزیابی عملکرد و کنترل پروژه واحدهای ستادی و مناطق، همکاری در سازماندهی و طراحی ساختار و تشکیلات معاونت امور اجتماعی و فرهنگی، بررسی و اعلام نظر در خصوص نیازهای سخت‌افزاری و نرم‌افزاری حوزه اجتماعی و فرهنگی از دیگر وظایف این اداره کل است.

## سازمان‌ها و شرکت‌های تابعه
معاونت امور اجتماعی و فرهنگی شهرداری تهران بر سازمان‌ها و ستادهای زیر نظارت می‌کند.
1. برج میلاد
2. شرکت توسعه فضاهای فرهنگی
3. ستاد گردشگری
4. سازمان ورزش
5. سازمان رفاه، خدمات و مشارکت‌های اجتماعی
6. ستاد مدیریت محله

### برج میلاد
برج میلاد، نام برج مخابراتی چند منظوره‌ای است؛ که در شمال غربی تهران، پایتخت ایران قرار دارد. این برج با ارتفاع ۴۳۵ متر، بلندترین برج ایران، ششمین برج بلند مخابراتی جهان و نوزدهمین سازهٔ بلند نامتکی جهان است. این برج با ۱۳ هزار متر زیربنا از نظر وسعت کاربری سازهٔ رأس برج در میان تمامی برج‌های مخابراتی دنیا مقام نخست را دارد. برج میلاد به دلیل بلندی بسیار و شکل ظاهری متفاوتش، تقریباً از همه جای تهران نمایان است و از این رو، یکی از نمادهای پایتخت ایران به‌شمار می‌آید.
کاربری فرهنگی

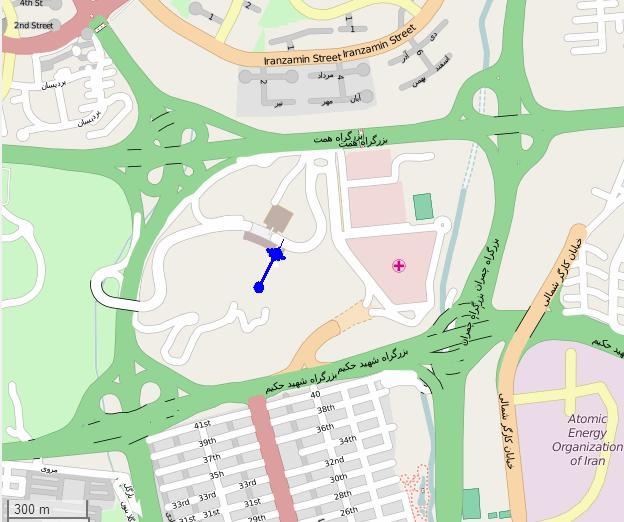
موقعیت برج میلاد در کنار نقشه به رنگ آبی

برج میلاد علاوه بر کاربری مخابراتی از مراکز مهم گردشگری و فعالیت‌های فرهنگی تهران است. جاذبه گردشگری و بهره‌مندی از فضاهای گردشگری، تجاری و فرهنگی، رستوران گردان، رستوران ویژه، سکوی دید باز و بسته، رواق‌های هنری، گنبد آسمان، موزه مشاهیر ایران، موزه هدایای شهرداری، فود کورت، واحدهای تجاری، فضاهای نمایشگاهی و امکاناتی چون مرکز همایش‌های بین‌المللی با ۱۵ سالن مختلف، پارک دلفین‌ها، پینت بال، سینمای گیم ۷ بعدی، دو سالن سینما، رستوران سنتی، کافه، آبشار و … مجموعهٔ برج میلاد تهران میزبان هفته‌های فرهنگی کشورهای مختلف و همچنین استان‌های مختلف ایران است.

### شرکت توسعه فضاهای فرهنگی
شرکت توسعه فضاهای فرهنگی از شرکت‌های زیر مجموعه معاونت امور اجتماعی و فرهنگی شهرداری تهران است که از اوائل دهه هفتاد با مأموریت ایجاد زیرساخت‌های فرهنگی در تهران بنیاد نهاده شده‌است.
تاریخچه
شرکت توسعه فضاهای فرهنگی سال ۱۳۷۲ به قصد ایجاد، توسعه و تجهیز فضاهای فرهنگی اجتماعی، هنری و ورزشیِ مورد نیاز شهروندان کلان‌شهر تهران بنیانگذاری شد. نخستین مدیر این شرکت محمد حقانی بود. از دهه هفتاد تا اواخر دهه نود خورشیدی ۸ مدیرعامل بر این مجموعه مدیریت کردند.
برخی از پروژه‌ها
این شرکت در طراحی و نظارت بر ایجاد مراکز فرهنگی متعددی در تهران مشارکت داشته‌است؛ از جمله به عنوان کارفرما در مجموعه باغ کتاب تهران فعالیت داشته‌است. این شرکت همچنین در بنیانگذاری باغ‌موزه دفاع مقدس، باغ‌موزه قصر، خانه موزه استاد انتظامی، پردیس سینمایی ملت، سینما آزادی، بازسازی و توسعه خانه هنرمندان و… مشارکت و همکاری داشته‌است. همچنین تبدیل خانه سیمین دانشور و جلال آل‌احمد به عنوان موزه نقش داشتند.

### ستاد گردشگری
ستاد گردشگری از نهادهای ستادی زیر نظر معاونت امور اجتماعی و فرهنگی شهرداری تهران است که مأموریت بسط و گسترش و سامان‌دهی تهران‌گردی و تهران‌شناسی را به عهده دارد؛ اعلام شده‌است این ستاد به سازمان ارتقاء خواهد یافت.

### سازمان ورزش
ورزش در کنار دیگر موضوع‌های فرهنگی و اجتماعی از ماموریت‌های حوزه معاونت امور اجتماعی و فرهنگی است. برای تحقق این مأموریت سازمان ورزش ایجاد شده‌است.
تاریخچه
سازماندهی فعالیت‌های ورزشی در شهرداری تهران سال ۱۳۸۴ به تأسیس اداره کل تربیت بدنی شکل گرفت. سال ۱۳۸۸ با ادغام اداره کل تربیت بدنی و شرکت فرهنگی ورزشی شهر در نهایت سازمان ورزش شهرداری تهران بنیاد نهاده شد. اداره کل تربیت بدنی مسئول برگزاری فعالیت‌های ورزشی و تفریحی بود. شرکت فرهنگی ورزشی شهر هم مدیریت بهره‌برداری مجموعه‌های ورزشی شهرداری را برعهده داشت. بنا بر اساسنامه سازمان ورزش شهرداری تهران نهادی غیرانتفاعی، وابسته به شهرداری و مرکز اصلی این سازمان شهر تهران و مدت فعالیت آن از تاریخ تأسیس نامحدوداست.

### سازمان رفاه، خدمات و مشارکت‌های اجتماعی
سازمان رفاه، خدمات و مشارکت‌های اجتماعی از نهادهای حمایتی معاونت امور اجتماعی و فرهنگی شهرداری تهران است. خدمات حمایتی به افراد بی‌خانمان، کارتن خواب و آسیب دیدگان اجتماع، در مراکزی مانند مددسراها، گرمخانه و مراکز پرتو از جمله ماموریت‌های مهم این مراکز است.

### ستاد مدیریت محله
یکی از مهمترین ماموریت‌های ستاد مدیریت محله، مدیریت فعالیت سراهای محله در تهران است. این ستاد مرکزی برای ساماندهی مشارکت‌های اجتماعی در محلات شهر تهران است.
از جمله مهمترین ماموریت‌های این ستاد نظارت و مدیریت سراهای محله در تهران است.
سرای محله
سرای محله نهادی مدنی و شهری است. نخستین بار شورای اسلامی شهر تهران در برنامه توسعه دوم تهران سال ۱۳۸۸ شهرداری را به ایجاد سرای محله مکلف کرد. پیشتر از آن با راه‌اندازی شورایاری‌ها وجود مکانی که نهاد شورایاری‌ها بتوانند فعالیت‌های‌شان را در آنجا پی بگیرند احساس می‌شد؛ بر این اساس شهرداری تهران متناسب با امکان‌های هر محله با احیاء و ساخت فضاهایی به نام سرای محله و تخصیص آن به شورایارها، زمینه‌های عملی شکل‌گیری این نهاد فراهم شد. لایحه تشکیل سرای محله مهرماه سال ۱۳۸۸ از سوی شهرداری تدوین برای تصویب به شورای شهر تهران ارائه شد. از این نهاد نیز به عنوان ابتکاری ایجاد شده از
سوی برخی شهرداری‌های کشور یاد شده‌است. تا بخشی از مدیریت شهری محلات را به اهالی محل واگذار کند. سرای محله رکنی اجرایی است که در کنار انجمن شورایاری به عنوان رکن مشورتی/نظارتی شورای شهر عمل می‌کند. سرای محله نهادی زیر مجموعه شهرداری است که به صورت داوطلبانه توسط اهالی محل اداره می‌شود. سرای محله معمولاً خانه‌هایی را اداره می‌کند که هر کدام به یکی از جنبه‌های فرهنگی، هنری، تفریحی، ورزشی یا دینی در محله اختصاص دارند.